# 丽江棱子芹
丽江棱子芹（学名：Pleurospermum foetens）为伞形科棱子芹属的植物，是中国的特有植物。分布在中国大陆的云南、四川、西藏等地，生长于海拔3,800米至4,000米的地区，常生长在高山石质山坡上，目前尚未由人工引种栽培。